# Глутатионпероксидазы
Глутатионпероксидазы (ГП, англ. Glutathione peroxidase, PDB 1GP1, (КФ 1.11.1.9 Архивная копия от 26 мая 2011 на Wayback Machine) — семейство ферментов, защищающих организм от окислительного повреждения. Глутатионпероксидазы катализируют восстановление гидроперекисей липидов в соответствующие спирты и восстановление пероксида водорода до воды. Известно несколько генов, кодирующих разные формы глутатионпероксидаз, отличающиеся по локализации в организме. У млекопитающих и человека значительная часть ферментов данного семейства представляет собой селеносодержащие тетрамерные белки и гликопротеины, существуют также мономерные и неселеновые формы.

## Изоферменты
Существует несколько изоферментов, которые кодируются разными генами. Изоферменты отличаются по локализации в клетке и субстратной специфичности. У человека различают 8 форм GPx, 5 из которых являются селензависимыми (селен входит в состав активного центра). Глутатионпероксидаза 1 (GPx1) - тетрамерная форма, является наиболее распространенной формой фермента, и обнаружена в цитоплазме практически всех тканей млекопитающих, субстратом GPx1 является как пероксид водорода, так и многие органические гидропероксиды. Глутатионпероксидаза 2 (GPx2) - также тетрамерный фермент, экспрессируется в кишечнике. Наибольшие концентрации этого фермента найдены у основания крипт кишечника. В эмбриогенезе экспрессия гена, кодирующего GPx2, преобладает в быстрорастущих тканях. GPx3 является внеклеточным тетрамерным ферментом и в основном встречается в плазме. Секретируется в плазму крови в основном почками. Глутатионпероксидаза 4 (GPx4) - мономерный изофермент,  имеет большое значение в метаболизме гидропероксидов липидов; GPx4 также экспрессируется практически во всех клетках млекопитающих на более низких уровнях. Существует в виде трех форм, синтезирующихся с одного и того же гена (цитозольная, митохондриальная формы и GPx4 ядер клеток спермы). GPx5 - тетрамерная неселеновая GPx, специфичная для придатков семенников (образуется в эпителии головки придатка семенника). GPx6 - тетрамер, селенопротеин у человека и неселеновый фермент у грызунов, экспрессия гена этого фермента выявлена в эмбрионах мышей и в боуменовых железах под обонятельным эпителием. 
Глутатионпероксидаза, выделенная из эритроцитов быка, имеет молекулярную массу около 84 кДа.

## Реакция
Примером реакции, катализируемой ферментом глутатионпероксидазой, является реакция:
2GSH + H2O2 → GS-SG + 2H2O.
где GSH обозначает восстановленный глутатион, а GS-SG — дисульфид глутатиона.
Фермент глутатионредуктаза далее восстанавливает окисленный глутатион и завершает цикл:
GS-SG + NADPH + H+ → 2 GSH + NADP+.

## Структура
Обнаружено, что у млекопитающих GPx1, GPx2, GPx3 и GPx4 являются селеносодержащими ферментами, тогда как GPx6 — селенопротеин человека с цистеин-содержащими гомологами у грызунов. GPx1, GPx2 и GPx3 являются гомотетрамерными белками, тогда как GPx4 и GPx7 имеют мономерную структуру. Целостность клеточных и внутриклеточных мембран сильно зависит от глутатионпероксидазы. Антиоксидантные функции селенсодержащих форм глутатионпероксидазы сильно увеличены за счет наличия селена.

## Механизм реакции
В активном центре фермента находится остаток аминокислоты селеноцистеина. Атом селена находится в степени окисления −1 и окисляется гидропероксидом до SeOH. Далее SeOH соединяется с молекулой глутатиона (GSH), образуя Se-SG и далее соединяется с другой молекулой глутатиона. При этом регенерируется Se− и образуется побочный продукт GS-SG.

## Методы определения активности глутатионпероксидазы
Активность глутатионпероксидазы измеряют спектрофотометрически несколькими методами. Широко используется реакционная смесь, в которую добавляют глутатионредуктазу с последующим измерением конверсии NADPH в NADP.  Другой подход — измерение остаточного восстановленного глутатиона (GSH) в реакции с реактивом Эллмана. На основе этого существует несколько методов определения глутатионпероксидазной активности, в каждом из которых применяются разные гидропероксиды в качестве восстанавливаемого субстрата, например, гидропероксид кумола, трет-бутилгидропероксид и пероксид водорода.

## Тиоловая специфичность
Строгая зависимость функционирования глутатионпероксидаз от GSH характерна не для всех изоферментов этого семейства. GPx1 довольно строго специфична к GSH, хотя может использовать гамма-глутамилцистеин вместо GSH в качестве тиолового косубстрата. Получены свидетельства того, что GPx3 способна использовать восстановленный гомоцистеин вместо GSH. Также GPx3 хорошо реагирует с цистеином, тиоредоксином и глутаредоксином вместо GSH.

## Нокауты генов
Мыши, нокаутные по гену Gpx1 глутатитонпероксидазы имеют нормальный фенотип, нормальную продолжительность жизни. Эти данные указывают на то, что данный фермент не является критичным для жизнедеятельности. Однако, у мышей, нокаутных по двум копиям гена, преждевременно развивается катаракта и наблюдаются дефекты в пролиферации вспомогательных мышечных клеток. Однако, мыши нокаутные по гену GPX4 глутатионпероксидазы 4, погибают в течение раннего эмбрионального развития. Существуют данные, свидетельствующие о том, что пониженный уровень глутатионпероксидазы 4 может повышать продолжительность жизни у мышей.
Данные о нокаутах других генов, кодирующих глутатионпероксидазы, отсутствуют.

## Открытие
Глутатионпероксидаза была открыта в 1957 году Гордоном Миллсом.